# Daniel Mann
Daniel Mann, pseudonimo di Daniel Chugerman (Brooklyn, 8 agosto 1912 – Los Angeles, 21 novembre 1991), è stato un regista statunitense, inizialmente attore teatrale.

## Biografia
Attore, musicista e regista di compagnie di giro nel Canada, dopo la seconda guerra mondiale lavorò a Broadway con Elia Kazan, mettendo sul palcoscenico nel 1950 Come Back, Little Sheba (Torna, piccola Sheba) di Inge e The Rose Tatoo (La rosa tatuata) di Williams.
Nel cinema esordì con Torna, piccola Sheba (1952), premio Oscar per Shirley Booth.

## Filmografia parziale
- Torna, piccola Sheba (Come Back, Little Sheba) (1952)
- Addio signora Leslie (About Miss Leslie) (1954)
- Piangerò domani (I'll Cry Tomorrow) (1955)
- La rosa tatuata (The Rose Tattoo) (1955)
- La casa da tè alla luna d'agosto (The Teahouse of the August Moon) (1956)
- La tua pelle brucia (Hot Spell) (1958)
- Addio dottor Abelman! (The Last Angry Man) (1961)
- Venere in visone (Butterfield 8) (1961)
- Ada Dallas (Ada) (1961)
- Signora di lusso (Five Finger Exercise), (1962)
- Come ingannare mio marito (Who's Got the Action?) (1963)
- Le 5 mogli dello scapolo (Who's Been Sleeping in My Bed?) (1963)
- Judith (1965)
- Il nostro agente Flint (Our Man Flint) (1966)
- Un uomo per Ivy (For Love of Ivy) (1968)
- La stirpe degli dei (A Dream of Kings) (1970)
- Willard e i topi (Willard) (1971)
- La feccia (The Revengers) (1972)
- La rotta del terrore (Journey into Fear) (1975)
- Uppercut (1978)
- Fania (Playing for Time) (1980)
- Incatenato all'inferno (The Man Who Broke 1,000 Chains) (1987)